# Qualificazioni al campionato mondiale di calcio 2010 - CONMEBOL
Sono elencate di seguito le date e i risultati della zona sudamericana (CONMEBOL) per le qualificazioni al mondiale di calcio del 2010.

## Classifica
| Pos. | Squadra   | Pt | G  | V  | N | P  | GF | GS | DR  |
| ---- | --------- | -- | -- | -- | - | -- | -- | -- | --- |
| 1.   | Brasile   | 34 | 18 | 9  | 7 | 2  | 33 | 11 | +22 |
| 2.   | Cile      | 33 | 18 | 10 | 3 | 5  | 32 | 22 | +10 |
| 3.   | Paraguay  | 33 | 18 | 10 | 3 | 5  | 24 | 16 | +8  |
| 4.   | Argentina | 28 | 18 | 8  | 4 | 6  | 23 | 20 | +3  |
| 5.   | Uruguay   | 24 | 18 | 6  | 6 | 6  | 28 | 20 | +8  |
| 6.   | Ecuador   | 23 | 18 | 6  | 5 | 7  | 22 | 26 | -4  |
| 7.   | Colombia  | 23 | 18 | 6  | 5 | 7  | 14 | 18 | -4  |
| 8.   | Venezuela | 22 | 18 | 6  | 4 | 8  | 23 | 29 | -6  |
| 9.   | Bolivia   | 15 | 18 | 4  | 3 | 11 | 22 | 36 | -14 |
| 10.  | Perù      | 13 | 18 | 3  | 4 | 11 | 11 | 34 | -23 |

Legenda:

         Qualificato direttamente al campionato del mondo 2010.
         Qualificata al play-off interzona 2010 contro una squadra della federazione dell'Oceania (OFC).
Note:
Tre punti a vittoria, uno a pareggio, zero a sconfitta.
- Brasile, Cile, Paraguay e Argentina qualificate direttamente al mondiale.
- Uruguay qualificato allo spareggio interzona CONMEBOL-CONCACAF.

## Risultati

### 1ª giornata
| Arbitro: | Selmán |

|                                                      |           |  |
| Suárez 4’ Forlán 38’ Abreu 48’ Sánchez 67’ Bueno 83’ | Marcatori |  |

| Arbitro: | Vásquez |

|                  |           |  |
| Riquelme 27’ 45’ | Marcatori |  |

| Arbitro: | Ortubé |

|  |           |         |
|  | Marcatori | 68’ Rey |

| Lima 13 ottobre 2007, ore 20:00 | Perù  | 0 – 0 referto | Paraguay | Estadio Monumental "U" (50.000 spett.)\| Arbitro: \| Simon \| |
| Arbitro:                        | Simon |               |          |                                                               |

| Bogotà 14 ottobre 2007, ore 16:00 | Colombia | 0 – 0 referto | Brasile | El Campín (41.000 spett.)\| Arbitro: \| Amarilla \| |
| Arbitro:                          | Amarilla |               |         |                                                     |

### 2ª giornata
| Arbitro: | Simon |

|  |           |                         |
|  | Marcatori | 16’ G. Milito 43’ Messi |

| La Paz 17 ottobre 2007, ore 16:00 | Bolivia | 0 – 0 referto | Colombia | Stadio Hernando Siles (19.469 spett.)\| Arbitro: \| Reinoso \| |
| Arbitro:                          | Reinoso |               |          |                                                                |

| Arbitro: | Baldassi |

|            |           |  |
| Valdez 14’ | Marcatori |  |

| Arbitro: | Ruiz |

|                         |           |  |
| Suazo 11’ Fernández 51’ | Marcatori |  |

| Arbitro: | Larrionda |

|                                                       |           |  |
| Vágner Love 19’ Ronaldinho 72’ Kaká 77’ 85’ Elano 83’ | Marcatori |  |

### 3ª giornata
| Arbitro: | Rivera |

|                             |           |  |
| Agüero 40’ Riquelme 56’ 74’ | Marcatori |  |

| Arbitro: | Selmán |

|            |           |  |
| Bustos 82’ | Marcatori |  |

| Arbitro: | Lopes |

|                                                    |           |              |
| Valdez 8’ Riveros 26’ 87’ Santa Cruz 50’ Ayala 82’ | Marcatori | 79’ Kaviedes |

| Arbitro: | Torres |

|            |           |          |
| Vargas 71’ | Marcatori | 40’ Kaká |

| Arbitro: | Pezzotta |

|                      |           |                      |
| Suárez 42’ Abreu 81’ | Marcatori | 59’ 70’ (rig.) Salas |

### 4ª giornata
| Arbitro: | Fagundes |

|                                                  |           |                            |
| Arismendi 20’ 40’ Guerra 81’ Maldonado 89’ 90+1’ | Marcatori | 19’ 77’ M. Moreno 27’ Arce |

| Arbitro: | Larrionda |

|                          |           |           |
| Bustos 62’ D. Moreno 82’ | Marcatori | 36’ Messi |

| Arbitro: | Chandía |

|                                           |           |             |
| Ayoví 10’ 48’ Kaviedes 24’ Méndez 44’ 62’ | Marcatori | 86’ Mendoza |

| Arbitro: | Baldassi |

|                      |           |          |
| Luís Fabiano 45’ 64’ | Marcatori | 9’ Abreu |

| Arbitro: | Ruiz |

|  |           |                                |
|  | Marcatori | 24’ Cabañas 45+1’ 56’ da Silva |

### 5ª giornata
| Arbitro: | Intriago |

|            |           |            |
| Lugano 12’ | Marcatori | 55’ Vargas |

| Arbitro: | Torres |

|            |           |              |
| Mariño 40’ | Marcatori | 8’ Rodallega |

| Arbitro: | Larrionda |

|                            |           |  |
| Santa Cruz 26’ Cabañas 49’ | Marcatori |  |

| Arbitro: | Ortubé |

|             |           |             |
| Palacio 89’ | Marcatori | 69’ Urrutia |

| Arbitro: | Rivera |

|  |           |               |
|  | Marcatori | 29’ 76’ Medel |

### 6ª giornata
| Arbitro: | Pozo |

|                                                  |           |  |
| Forlán 8’ 37’ (rig.) 56’ Bueno 61’ 69’ Abreu 90’ | Marcatori |  |

| Arbitro: | Gaciba |

|                                         |           |                           |
| Botero 23’ 70’ García 25’ M. Moreno 76’ | Marcatori | 66’ Santa Cruz 82’ Valdez |

| Quito 18 giugno 2008, ore 17:00 | Ecuador  | 0 – 0 referto | Colombia | Estadio Olímpico Atahualpa (33.588 spett.)\| Arbitro: \| Baldassi \| |
| Arbitro:                        | Baldassi |               |          |                                                                      |

| Belo Horizonte 18 giugno 2008, ore 21:50 | Brasile | 0 – 0 referto | Argentina | Mineirão (65.000 spett.)\| Arbitro: \| Ruiz \| |
| Arbitro:                                 | Ruiz    |               |           |                                                |

| Arbitro: | Silvera |

|                          |           |                                 |
| Maldonado 59’ Arango 80’ | Marcatori | 54’ (rig.) 90+2’ Suazo 73’ Jara |

### 7ª giornata
| Arbitro: | Simon |

|            |           |                   |
| Agüero 60’ | Marcatori | 13’ (aut.) Heinze |

| Arbitro: | Pozo |

|                                           |           |            |
| Caicedo 21’ Méndez 51’ (rig.) Benítez 72’ | Marcatori | 40’ Botero |

| Arbitro: | Gaciba |

|  |           |            |
|  | Marcatori | 15’ Eguren |

| Arbitro: | Maldonado |

|          |           |  |
| Alva 39’ | Marcatori |  |

| Arbitro: | Torres |

|  |           |                                  |
|  | Marcatori | 21’ 83’ Luís Fabiano 44’ Robinho |

### 8ª giornata
| Arbitro: | Baldassi |

|                        |           |  |
| Riveros 28’ Valdez 45’ | Marcatori |  |

| Montevideo 10 settembre 2008, ore 17:40 | Uruguay | 0 – 0 referto | Ecuador | Centenario (45.000 spett.)\| Arbitro: \| Ruiz \| |
| Arbitro:                                | Ruiz    |               |         |                                                  |

| Arbitro: | Larrionda |

|                                              |           |  |
| Jara 26’ Suazo 38’ Fuentes 48’ Fernández 71’ | Marcatori |  |

| Arbitro: | Amarilla |

|            |           |               |
| Fano 90+3’ | Marcatori | 82’ Cambiasso |

| Rio de Janeiro 10 settembre 2008, ore 21:50 | Brasile  | 0 – 0 referto | Bolivia | Estádio Olímpico João Havelange (31.422 spett.)\| Arbitro: \| Intriago \| |
| Arbitro:                                    | Intriago |               |         |                                                                           |

### 9ª giornata
| Arbitro: | Buitrago |

|                          |           |  |
| Botero 3’ 16’ García 81’ | Marcatori |  |

| Arbitro: | Torres |

|                     |           |            |
| Messi 5’ Agüero 12’ | Marcatori | 39’ Lugano |

| Arbitro: | Lunati |

|  |           |            |
|  | Marcatori | 9’ Cabañas |

| Arbitro: | Rivera |

|  |           |                                    |
|  | Marcatori | 6’ Kaká 9’ 66’ Robinho 19’ Adriano |

| Arbitro: | Vásquez |

|             |           |  |
| Benitez 71’ | Marcatori |  |

### 10ª giornata
| Arbitro: | Baldassi |

|                   |           |                     |
| M. Moreno 15’ 41’ | Marcatori | 64’ Bueno 88’ Abreu |

| Arbitro: | Fagundes |

|             |           |  |
| Cardozo 81’ | Marcatori |  |

| Arbitro: | Ruiz |

|              |           |  |
| Orellana 35’ | Marcatori |  |

| Arbitro: | Osses |

|                                        |           |          |
| Maldonado 48’ A. Moreno 56’ Arango 67’ | Marcatori | 12’ Mina |

| Rio de Janeiro 15 ottobre 2008, ore 22:00 | Brasile | 0 – 0 referto | Colombia | Jornalista Mário Filho (54.910 spett.)\| Arbitro: \| Selmán \| |
| Arbitro:                                  | Selmán  |               |          |                                                                |

### 11ª giornata
| Arbitro: | Simon |

|                       |           |  |
| Forlán 28’ Lugano 57’ | Marcatori |  |

| Arbitro: | Rivera |

|                                            |           |  |
| Messi 25’ Tévez 47’ Palacio 51’ Agüero 72’ | Marcatori |  |

| Arbitro: | Intriago |

|                         |           |  |
| Torres 26’ Rentería 88’ | Marcatori |  |

| Arbitro: | Chandía |

|           |           |                    |
| Noboa 89’ | Marcatori | 72’ Júlio Baptista |

| Arbitro: | Amarilla |

|          |           |                                           |
| Fano 34’ | Marcatori | 2’ Sánchez 32’ (rig.) Suazo 70’ Fernández |

### 12ª giornata
| Arbitro: | Pozo |

|                      |           |  |
| Fedor 78’ Arango 82’ | Marcatori |  |

| Arbitro: | Vásquez |

|                                                                 |           |              |
| M. Moreno 12’ Botero 34’ (rig.) 55’ 66’ da Rosa 45’ Torrico 87’ | Marcatori | 25’ González |

| Arbitro: | Roldán |

|           |           |               |
| Noboa 63’ | Marcatori | 90+2’ Benítez |

| Santiago del Cile 1º aprile 2009, ore 19:10 | Cile     | 0 – 0 referto | Uruguay | Stadio Nazionale (55.000 spett.)\| Arbitro: \| Baldassi \| |
| Arbitro:                                    | Baldassi |               |         |                                                            |

| Arbitro: | Pezzotta |

|                                             |           |  |
| Luís Fabiano 18’ (rig.) 27’ Felipe Melo 64’ | Marcatori |  |

### 13ª giornata
| Arbitro: | Laverni |

|  |           |                                                          |
|  | Marcatori | 12’ Dani Alves 36’ Juan 52’ Luís Fabiano 75’ (rig.) Kaká |

| Arbitro: | Vera |

|  |           |                   |
|  | Marcatori | 33’ (aut.) Rivero |

| Arbitro: | Ortubé |

|          |           |  |
| Díaz 56’ | Marcatori |  |

| Arbitro: | Pezzotta |

|  |           |                         |
|  | Marcatori | 13’ Fernández 50’ Suazo |

| Arbitro: | Torres |

|            |           |                         |
| Vargas 52’ | Marcatori | 38’ Montero 59’ Tenorio |

### 14ª giornata
| Arbitro: | Chandía |

|                        |           |  |
| Ayoví 72’ Palacios 83’ | Marcatori |  |

| Arbitro: | Simon |

|            |           |  |
| Falcao 25’ | Marcatori |  |

| Arbitro: | Fagundes |

|                      |           |                       |
| Maldonado 9’ Rey 75’ | Marcatori | 61’ Suarez 72’ Forlán |

| Arbitro: | Silvera |

|                                            |           |  |
| Beausejour 43’ Estrada 74’ Sánchez 78’ 88’ | Marcatori |  |

| Arbitro: | Ruiz |

|                        |           |             |
| Robinho 40’ Nilmar 49’ | Marcatori | 25’ Cabañas |

### 15ª giornata
| Arbitro: | Pezzotta |

|                                 |           |  |
| J. Martínez 82’ Gutiérrez 90+4’ | Marcatori |  |

| Arbitro: | Ortubé |

|                      |           |                       |
| Vidal 10’ Millar 52’ | Marcatori | 33’ Maldonado 45’ Rey |

| Arbitro: | Carrillo |

|                    |           |  |
| Cabañas 45’ (rig.) | Marcatori |  |

| Arbitro: | Chandía |

|             |           |  |
| Rengifo 86’ | Marcatori |  |

| Arbitro: | Ruiz |

|            |           |                                 |
| Datolo 65’ | Marcatori | 23’ Luisão 30’ 68’ Luís Fabiano |

### 16ª giornata
| Arbitro: | Torres |

|                                 |           |              |
| Suarez 7’ Scotti 77’ Eguren 87’ | Marcatori | 63’ Martínez |

| Arbitro: | Fagundes |

|            |           |  |
| Valdez 27’ | Marcatori |  |

| Arbitro: | Carlos Vera |

|                          |           |                      |
| Fedor 33’ 52’ Vargas 65’ | Marcatori | 41’ (aut.) Fuenmayor |

| Arbitro: | Larrionda |

|                                       |           |                        |
| Nilmar 31’ 74’ 76’ Júlio Baptista 40’ | Marcatori | 45+1’ (rig.) 52’ Suazo |

| Arbitro: | Baldassi |

|               |           |                                    |
| Yecerotte 85’ | Marcatori | 4’ Mendez 46’ Valencia 66’ Benitez |

### 17ª giornata
| Arbitro: | Chandía |

|            |           |                         |
| Rondón 86’ | Marcatori | 55’ Cabañas 79’ Cardozo |

| Arbitro: | Ortubé |

|                           |           |             |
| Higuaín 48’ Palermo 90+3’ | Marcatori | 90’ Rengifo |

| Arbitro: | Rivera |

|                                |           |                                               |
| Vidal 13’ (aut.) G. Moreno 83’ | Marcatori | 35’ Ponce 36’ Suazo 72’ Valdivia 79’ Orellana |

| Arbitro: | Fagundes |

|              |           |                                |
| Valencia 67’ | Marcatori | 69’ Suárez 90+4’ (rig.) Forlán |

| Arbitro: | Pozo |

|                            |           |            |
| Olivares 10’ M. Moreno 31’ | Marcatori | 70’ Nilmar |

### 18ª giornata
| Arbitro: | Soto |

|          |           |  |
| Fano 54’ | Marcatori |  |

| Campo Grande 14 ottobre 2009, ore 18:00 UTC-3 | Brasile  | 0 – 0 referto | Venezuela | Pedro Pedrossian\| Arbitro: \| Carrillo \| |
| Arbitro:                                      | Carrillo |               |           |                                            |

| Arbitro: | Amarilla |

|  |           |             |
|  | Marcatori | 84’ Bolatti |

| Arbitro: | Torres |

|           |           |  |
| Suazo 53’ | Marcatori |  |

| Arbitro: | Oliveira |

|  |           |                         |
|  | Marcatori | 61’ Ramos 78’ Rodallega |

## Statistiche

### Primati
- Maggior numero di vittorie: Cile, Paraguay (10)
- Minor numero di sconfitte: Brasile (2)
- Miglior attacco: Brasile (33 reti fatte)
- Miglior difesa: Brasile (11 reti subite)
- Miglior differenza reti: Brasile (+22)
- Maggior numero di pareggi: Brasile (7)
- Minor numero di vittorie: Perù (3)
- Maggior numero di sconfitte: Bolivia, Perù (11)
- Peggiore attacco: Perù (11 reti fatte)
- Peggior difesa: Bolivia (36 reti subite)
- Peggior differenza reti: Perù (-23)
- Partita con più reti: Venezuela-Bolivia 5-3

### Classifica marcatori
10 gol
- Humberto Suazo

9 gol
- Luís Fabiano

8 gol
- Joaquín Botero

7 gol
- Diego Forlán
- Marcelo Moreno

6 gol
- Salvador Cabañas
- Giancarlo Maldonado

5 gol
- Nilmar
- Kaká
- Nelson Haedo Valdez
- Luis Suárez
- Sebastián Abreu

4 gol
- Sergio Agüero
- Lionel Messi
- Juan Román Riquelme
- Robinho
- Matías Fernández
- Édison Méndez
- Carlos Bueno

3 gol
- Jackson Martínez
- Alexis Sánchez
- Walter Ayoví
- Christian Benítez
- Cristian Riveros
- Roque Santa Cruz
- Johan Fano
- Diego Lugano
- Juan Arango
- Nicolás Fedor
- José Manuel Rey

2 gol
- Ronald García
- Júlio Baptista
- Rubén Bustos
- Hugo Rodallega
- Gonzalo Jara
- Gary Medel
- Fabián Orellana
- Marcelo Salas
- Iván Kaviedes
- Christian Noboa
- Luis Antonio Valencia
- Óscar Cardozo
- Paulo da Silva
- Hernán Rengifo
- Juan Manuel Vargas
- Sebastián Eguren
- Daniel Arismendi
- Ronald Vargas

1 gol
- Mario Bolatti
- Esteban Cambiasso
- Jesús Dátolo
- Daniel Díaz
- Lucho González
- Gonzalo Higuaín
- Gabriel Milito
- Rodrigo Palacio
- Martín Palermo
- Maxi Rodríguez
- Carlos Tévez
- Juan Carlos Arce
- Álex da Rosa
- Edgar Olivares
- Gerardo Yecerotte
- Didí Torrico
- Adriano
- Dani Alves
- Elano
- Juan

1 gol (cont.)
- Luisão
- Ronaldinho
- Felipe Melo
- Juan
- Vágner Love
- Jean Beausejour
- Marco Estrada
- Ismael Fuentes
- Rodrigo Millar
- Waldo Ponce
- Jorge Valdivia
- Arturo Vidal
- Radamel Falcao
- Teófilo Gutiérrez
- Dayro Moreno
- Wason Rentería
- Gustavo Ramos
- Macnelly Torres
- Felipe Caicedo
- Isaac Mina
- Jefferson Montero
- Pablo Palacios
- Carlos Tenorio
- Patricio Urrutia
- Néstor Ayala
- Édgar Benítez
- Piero Alva
- Juan Carlos Mariño
- Andrés Mendoza
- Vicente Sánchez
- Andrés Scotti
- Alejandro Guerra
- Alejandro Moreno
- José Rondón

Autogol
- Gabriel Heinze (pro Paraguay)
- Ronald Rivero (pro Venezuela)
- Juan Fuenmayor (pro Perù)